# خرگوش‌گیری
خرگوش‌گیری (به انگلیسی: Rabbiting) (همچنین شکار خرگوش و شکار دم‌پنبه‌ای) ورزش شکار خرگوش است. اغلب شامل استفاده از موش‌خرما یا سگ برای ردیابی یا تعقیب طعمه می‌شود. روش‌های مختلفی برای گرفتن خرگوش استفاده می‌شود که از آن جمله می‌توان به تله انداختن و تیراندازی اشاره کرد. بسته به محل وقوع شکار، ممکن است مجوزها و قوانین دیگری در رابطه با روش‌های مورد استفاده وجود داشته باشد.